# Noticias Cuatro
Noticias Cuatro è il notiziario di Cuatro, emittente televisiva spagnola, in onda dal 2005 al 2019, e nuovamente dal 2024. Il notiziario era prodotto prima dal Grupo Prisa dal 2005 al 2011, e poi da Atlas, società di Mediaset España, dal 2011 al 2019 e dal 2024.

## Storia
Il notiziario è stato lanciato in concomitanza con la nascita di Cuatro, il 7 novembre 2005, con l'edizione serale, presentato da Iñaki Gabilondo.
Dopo l'acquisizione della rete da parte di Mediaset España e l'ingresso del gruppo nell'azionariato di Digital+ nel dicembre 2009, nell'aprile 2011 si è verificata la fusione delle redazioni di Informativos Telecinco e Noticias Cuatro con sede nel Centro di produzione di Mediaset España a Fuencarral.
L'8 gennaio 2019, Mediaset España ne ha annunciato la chiusura, previsto per il 17 febbraio successivo. Al suo posto dal giorno successivo, va in onda Cuatro al día, un programma che mescola il telegiornale e il magazine, con notizie di attualità, politica, sport, spettacolo ed economia.
Il 4 settembre 2023, Mediaset España ha annunciato al FesTVal di Vitoria, che il notiziario sarebbe tornato nuovamente in onda nel 2024.
Noticias Cuatro torna in onda il 29 gennaio di quell'anno, con un nuovo studio e un nuovo logo. Cuatro al día di conseguenza, si evolve in un rotocalco quotidiano dal lunedì al venerdì in un solo appuntamento dalle 18:00 alle 20:00, fino al 5 aprile, quando è andata in onda l'ultima puntata del programma.